# Hipparchia turcica
Hipparchia turcica är en fjärilsart som beskrevs av De Lattin 1950. Hipparchia turcica ingår i släktet Hipparchia och familjen praktfjärilar. Inga underarter finns listade i Catalogue of Life.